# Gustafva Lindskog
Gustafva "Stafva" Carolina Lindskog, född 1794, död 1851, var en svensk gymnast. Hon var den kanske första kvinnliga gymnastikläraren i Sverige.
Hon var sonsonsdotter till linkrämaren Gustaf Lindskog i Stockholm. Hon anställdes 1818 som "rörelsegivare" vid Gymnastiska centralinstitutet och blev dess första kvinnliga gymnastiklärare. Hon förestod den så kallade fruntimmersgymnastiken, först formellt endast som vikarie. Inte förrän 1849 fick hon fast anställning som ordinarie lärare: hon blev då den första statligt anställda kvinnliga gymnastikläraren i Sverige. Året före, 1848, hade då redan Greta Stina Bohm blivit Sveriges första magister i simning, följd av pionjären Nancy Edberg. Lindskog efterträddes 1851 av sin elev Hildur Ling (1825–1884), som sedan 1842 hade varit hennes assistent, och som behöll sin tjänst till sin död.